# ژنتیک فرگشتی انسان
ژنتیک فرگشتی انسان چگونگی تفاوت یک ژنوم انسانی با ژنوم انسانی دیگر، گذشته فرگشتی که منجر به پیدایش ژنوم انسان شد و اثر کنونی آن را مطالعه می‌کند. تفاوت بین ژنوم‌ها مفاهیم و کاربردهای انسان‌شناسی، پزشکی، تاریخی و پزشکی قانونی دارد. داده‌های ژنتیکی می‌توانند بینش‌های مهمی در مورد فرگشت انسان ارائه دهند.

## خاستگاه میمون‌ها
زیست‌شناسان انسان‌ها را همراه با چند گونه دیگر به عنوان میمون‌های بزرگ (گونه‌هایی از خانواده انسانیان) طبقه‌بندی می‌کنند. انسانیان زنده شامل دو گونه مجزا از شامپانزه (بونوبو، پان پانیسکوس و شامپانزه، پان تروگلودیت)، دو گونه گوریل (گوریل غربی و گوریل شرقی)، و دو گونه اورانگوتان است (اورانگوتان بورنئی و اورانگوتان سوماترایی). میمون‌های بزرگ با خانواده Hylobatidae از گیبون‌ها ابرخانواده Hominoidea میمون‌ها را تشکیل می‌دهند.

روابط آرایه‌شناختی میمون‌های انسان‌نما

میمون‌ها به نوبه خود به راسته نخستی‌سانان (بیش از ۴۰۰ گونه) به همراه میمون‌های جهان قدیم، میمون‌های جهان جدید و دیگران وابستگی دارند. داده‌های DNA میتوکندریایی (mtDNA) و DNA هسته‌ای (nDNA) نشان می‌دهد که پستانداران به گروه Euarchontoglires، همراه با جوندگان، خرگوش‌سانان، پوست‌گسترها و حشره‌خواران درختی تعلق دارند. این بیشتر توسط عناصر هسته‌ای کوتاه پراکنده مانند Alu (SINE) که فقط در اعضای Euarchontoglires یافت شده‌است، پشتیبانی می‌شود.

## تبارزایی
درخت تبارزایی معمولاً از DNA یا توالی‌های پروتئینی از جمعیت‌ها مشتق می‌شود. اغلب، DNA میتوکندریایی یا توالی‌های کروموزوم Y برای مطالعه جمعیت‌شناسی باستانی انسان استفاده می‌شود. این منابع تکلوکوس DNA دوباره ترکیب نمی‌شوند و تقریباً همیشه از یک والد منفرد، با تنها یک استثنا شناخته شده در mtDNA به ارث می‌رسند. افراد مناطق جغرافیایی نزدیک‌تر معمولاً شبیه‌تر از افراد مناطق دورتر هستند. فاصله روی درخت تبارزایی را می‌توان تقریباً برای نشان دادن موارد زیر استفاده کرد:
1. فاصله ژنتیکی تفاوت ژنتیکی بین انسان و شامپانزه کمتر از ۲٪ است[۴] یا سه برابر بیشتر از تفاوت بین انسان‌های مدرن (در ۰٫۶٪ برآوردشده).[۵]
2. دوری زمانی جدیدترین نیای مشترک. برآورد می‌شود که جدیدترین نیای مشترک میتوکندری انسان امروزی تقریباً ۱۶۰۰۰۰ سال پیش می‌زیسته‌است،[۶] آخرین نیای مشترک انسان و شامپانزه تقریباً ۵ تا ۶ میلیون سال پیش بوده‌است.[۷]

| مکان                     | انسان-شامپانزه | انسان-گوریل | انسان-اورانگوتان |
| ------------------------ | -------------- | ----------- | ---------------- |
| عناصر آلو                | ۲              | -           | -                |
| غیر کدگذاری (Chr. Y)     | ۰٫۱۹ ± ۱٫۶۸    | ۰٫۲ ± ۲٫۳۳  | ۰٫۳۵ ± ۵٫۶۳      |
| کاذب (اتوزومی)           | ۰٫۱۰ ± ۱٫۶۴    | ۰٫۱۱ ± ۱٫۸۷ | -                |
| شبه زا (Chr. ایکس)       | ۰٫۱۷ ± ۱٫۴۷    | -           | -                |
| غیر کدگذاری (اتوزومی)    | ۰٫۰۷ ± ۱٫۲۴    | ۰٫۰۸ ± ۱٫۶۲ | ۰٫۱۱ ± ۳٫۰۸      |
| ژن‌ها (K s)               | ۱٫۱۱           | ۱٫۴۸        | ۲٫۹۸             |
| اینترون‌ها                | ۰٫۰۸ ± ۰٫۹۳    | ۰٫۰۹ ± ۱٫۲۳ | -                |
| Xq13.3                   | ۰٫۹۲ ± ۰٫۱۰    | ۰٫۱۲ ± ۱٫۴۲ | ۰٫۱۸ ± ۳٫۰۰      |
| جمع فرعی برای کروموزوم X | ۰٫۰۷ ± ۱٫۱۶    | ۰٫۰۸ ± ۱٫۴۷ | -                |
| ژن‌ها (Ka )               | ۰٫۸            | ۰٫۹۳        | ۱٫۹۶             |